# Armand Gaétan Razafindratandra
Armand Gaétan Razafindratandra (Ambohimalaza, 7 augustus 1925- Mahajanga, 9 januari 2010) was een Malagassisch geestelijke en een kardinaal van de Rooms-Katholieke Kerk.
Na tot priester gewijd te zijn op 27 juli 1954 werd hij naar het Institut Catholique de Paris gestuurd om er een specialisering in pastorale catechese te volgen en sociale wetenschappen te studeren. Terug in Madagaskar werd hij benoemd tot directeur van het catechese-onderricht en was verantwoordelijk voor de zielzorg van de openbare scholen en tevens onderpastoor aan de kathedraal. Vervolgens werd hij benoemd tot hoofd van het kleinseminarie en nadien van het grootseminarie van Ambatoroka.
In 1978 werd Razafindratandra benoemd tot bisschop van Majunga (het bisdom werd in 1989 hernoemd als bisdom Mahajanga). Zijn bisschopswijding vond plaats op 2 juli 1978. In 1994 werd hij benoemd tot aartsbisschop van Antananarivo. Hij was hoofd van de Malagassische bisschoppenconferentie van 1996 tot 2002.
Hij werd op 26 november 1994 door paus Johannes Paulus II kardinaal gecreëerd met de rang van kardinaal-priester. Zijn titelkerk werd de Santi Silvestro e Martino ai Monti.
Hij nam deel aan het conclaaf van 2005. Op 7 december 2005 ging hij met emeritaat.
Razafindratandra overleed in 2010. Paus Benedictus XVI stuurde een condoleancetelegram aan diens opvolger, Odon Marie Arsène Razanakolona, waarin hij eer betuigde aan de overledene, die zich gedurende zijn hele leven had ingezet voor de Malagassische bevolking.
- Bibliothèque nationale de France: cb12088078z (data)
- International Standard Name Identifier: 0000 0000 0005 0367
- Système universitaire de documentation: 079236286
- Virtual International Authority File: 54174497